# Wielton
Wielton S.A. – polskie przedsiębiorstwo z siedzibą w Wieluniu. Należy do grona trzech największych producentów naczep, przyczep i zabudów samochodowych w Europie oraz znajduje się wśród dziesięciu największych producentów w branży na świecie.

## Historia i działalność

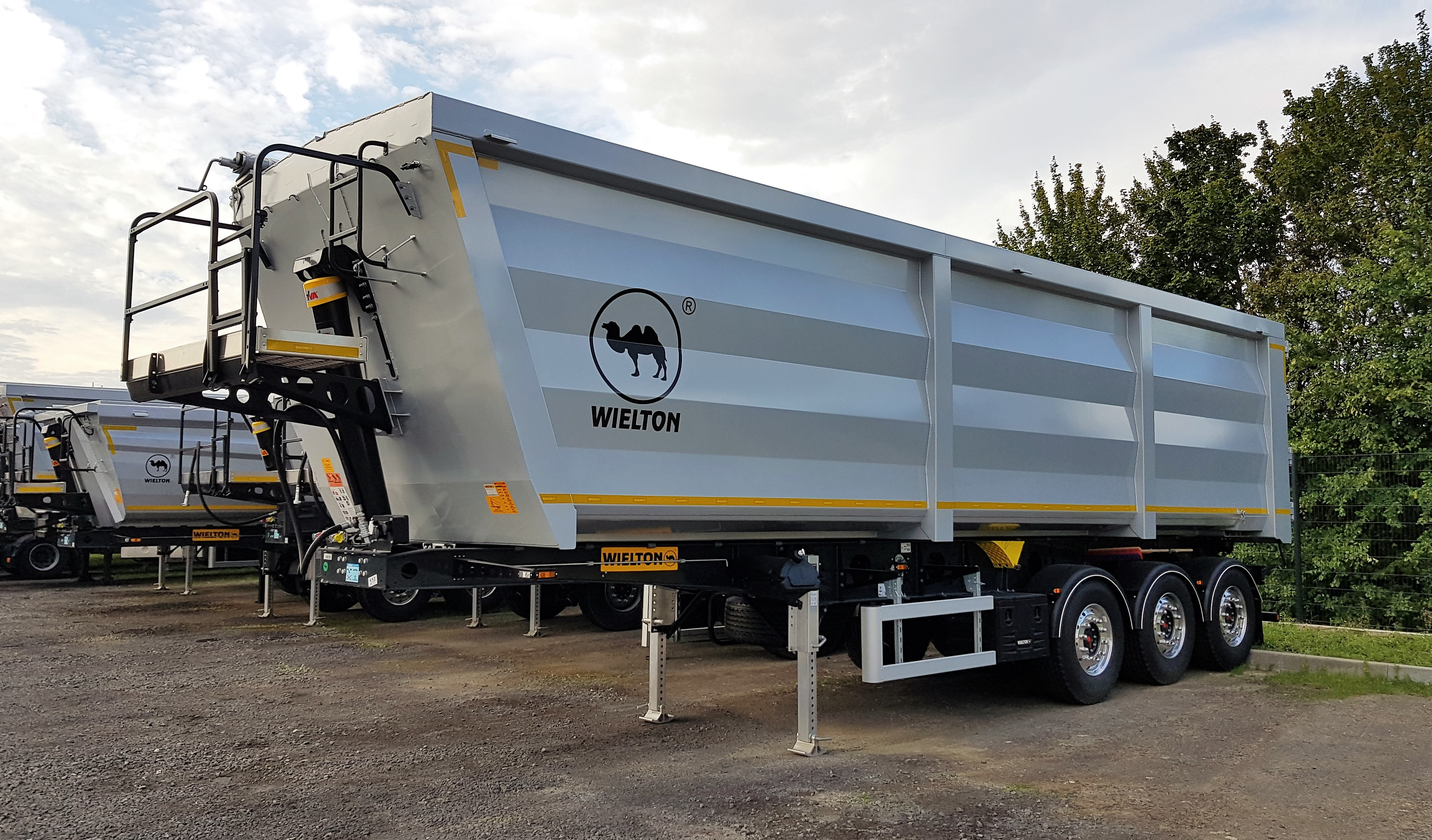
Naczepa Wielton

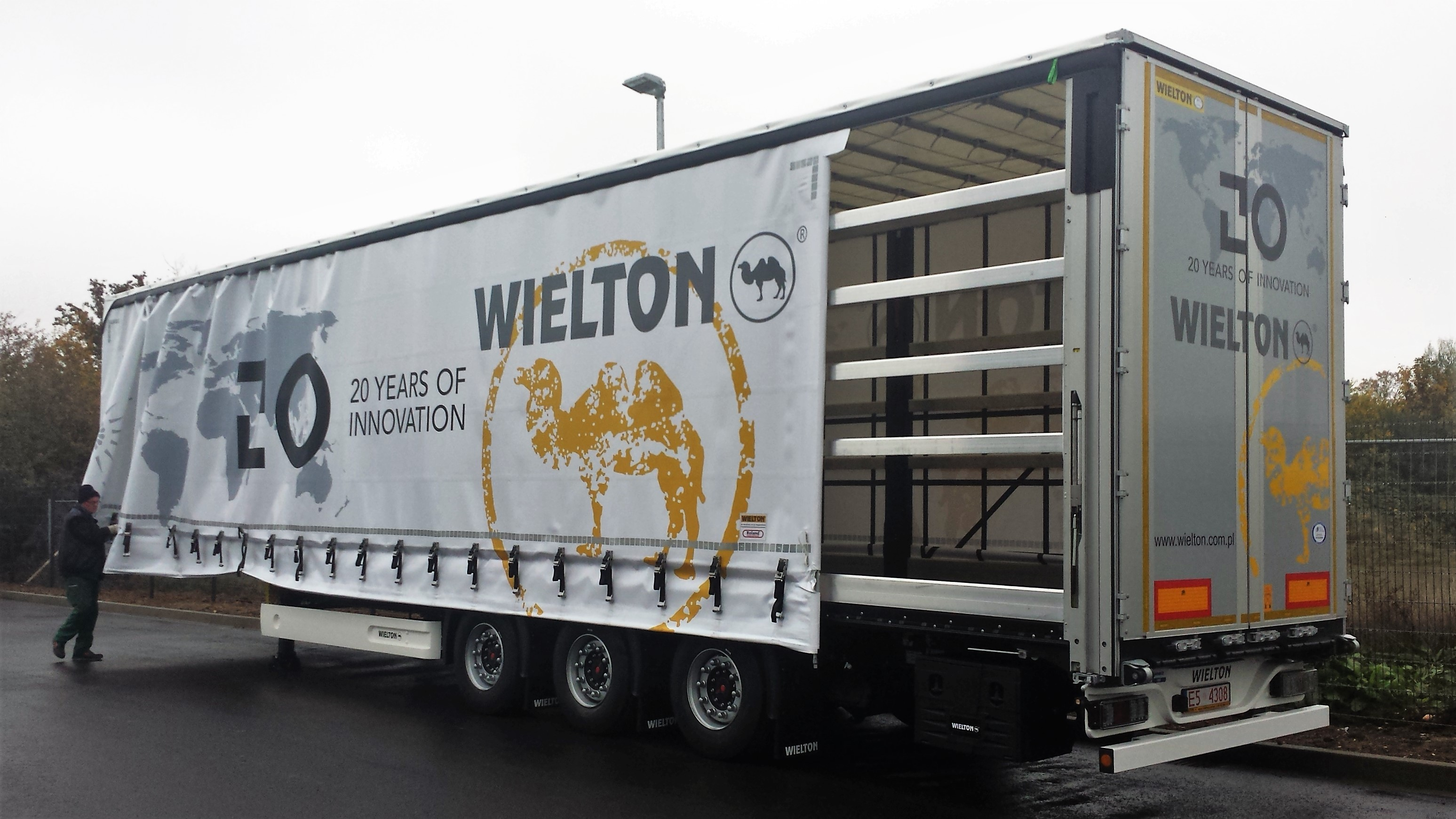
Naczepa Wielton

Spółka pod nazwą Wielton została założona w 1996. Założycielami byli Ryszard Prozner i Krzysztof Tylkowski, którzy wcześniej prowadzili warsztat samochodowy, wytwarzali gwoździe i przerabiali importowane naczepy ciągników siodłowych. Z czasem zaczęto wytwarzać własne naczepy, a w 1999 oddano do użytku nową halę montażową. W 2004 rozbudowano magazyny. Od 2006 kontrolę nad przedsiębiorstwem przejęli bracia Paweł i Mariusz Szataniakowie, którzy wcześniej wprowadzili na giełdę przedsiębiorstwo Pamapol. Od 2007 Wielton jest notowany na Giełdzie Papierów Wartościowych w Warszawie.
W kwietniu 2017 roku Grupa Wielton ogłosiła Strategię Wzrostu 2020, która zakłada podwojenie wyników, zarówno w obszarze przychodów, jak i wolumenu sprzedaży.
W centrum produkcyjnym w Wieluniu pracuje około 1400 osób, a w całej Grupie Wielton zatrudnionych jest około 3100 pracowników, w tym 250 konstruktorów i inżynierów. Klientami Wieltonu są przedsiębiorstwa transportowe, budowlane, produkcyjne, dystrybucyjne i rolnicze, a produkty są sprzedawane w 35 krajach Europy, Azji i Afryki. W ofercie przedsiębiorstwa znajduje się 12 grup produktów dostępnych w ponad 800 konfiguracjach. Kierowcy mogą skorzystać z jednego z ponad 600 punktów serwisowych zlokalizowanych w 18 krajach Europy.
Grupa Wielton posiada trzy centra produkcyjne, w Polsce (Wieluń), we Francji (Auxerre), w Niemczech (Waltrop) oraz montownie: we Włoszech (Pescara) i w Rosji (Szeremietiewo). Pod koniec 2016 roku Wielton założył spółkę zależną na Wybrzeżu Kości Słoniowej, w Abidżanie, która miała zajmować się montowaniem przyczep i naczep.
W 2015 roku Wielton otrzymał nadany przez Ministerstwo Gospodarki status Centrum Badawczo-Rozwojowego. W lutym 2016 roku w Wieluniu zostało otwarte Centrum Badawczo-Rozwojowe posiadające jedyną w Polsce, a drugą w Europie stację do całopojazdowego badania naczep, która umożliwia wykrywanie ewentualnych usterek już na etapie testów.
Przedsiębiorstwo aktywnie współpracuje z instytutami i uczelniami w Polsce i za granicą oraz lokalnymi szkołami zawodowymi. W październiku na Politechnice Śląskiej Wielton uruchomił kierunek patronacki projektowanie mechatronicznych układów mobilnych na wydziale mechanicznym technologicznym. Grupa Wielton od lat buduje swoją pozycję na rynku europejskim w oparciu o przejmowanie silnych lokalnych marek.

## Przejęcia i akwizycje
W maju 2015 roku Wielton przejął spółkę Fruehauf, wiodącego producenta naczep i przyczep we Francji, która po I kwartale 2017 roku posiadała 22 proc. udział w rynku. W sierpniu 2015 roku do Grupy dołączyła włoska spółka Viberti Rimorchi (dawniej Italiana Rimorchi). Należące do niej marki Viberti i Cardi od blisko 100 lat są postrzegane jako symbol jakości i niezawodności we Włoszech. Partnerstwo z przedsiębiorstwem Fruehauf oraz przejęcie czołowych włoskich marek otworzyło Wieltonowi drogę do zdobycia pozycji 3. europejskiego gracza w branży. W maju 2017 roku Wielton przejął 80 proc. udziałów Grupy Langendorf, niemieckiego producenta naczep, w tym m.in. specjalistycznych pojazdów do przewozu szkła i prefabrykatów betonu. Do końca 2020 roku spółka przejmie pozostałe 20 proc. udziałów. Przejęcie Langendorfu umożliwiło Wieltonowi skokowe wejście na rynek niemiecki. W roku 2018 spółka przejęła brytyjską spółkę Lawrence David.
Skonsolidowane przychody i zysk operacyjny przedsiębiorstwa wynosiły odpowiednio:
- 2015 – 630,3 i 44,53 mln zł zysku[16],
- 2018 – 1330 i 85,4 mln zł zysku[17].

## Akcjonariat
Według danych z 26 czerwca 2017 roku, akcjonariuszami spółki są:
- MP Inwestors S.à r.l. – 37,62%
- MPSZ Sp. z o.o. – 13,35%
- Łukasz Tylkowski – 9,72%
- VESTA FIZ Aktywów Niepublicznych – 6,27%

Pozostali akcjonariusze posiadają 33,04%.

## Prezesi
- Mariusz Golec (2015–2020)
- Paweł Szataniak (od 2020)[19]

## Nagrody i wyróżnienia
- 2015 – Odznaka Honorowa za Zasługi dla Rozwoju Gospodarki Rzeczypospolitej Polskiej[20]
- 2016 – Nagroda Gospodarcza Prezydenta RP w kategorii Narodowy Sukces[21];
- 2018 – Wyróżnienie „Orły Rzeczpospolitej” w dziedzinie zatrudnienia[22].